# Aichstetten
Aichstetten är en kommun (tyska Gemeinde) i Landkreis Ravensburg i förbundslandet Baden-Württemberg i Tyskland. Kommunen består av ortsdelarna (tyska Ortsteile) Aichstetten och Altmannshofen.
Kommunen ingår i kommunalförbundet Leutkirch im Allgäu tillsammans med staden Leutkirch im Allgäu och kommunen Aitrach.